# Berriche
Berriche (în arabă بريش) este o comună din provincia Oum El-Bouaghi, Algeria.
Populația comunei este de 17.609 locuitori (2008).